# Искусственное питание

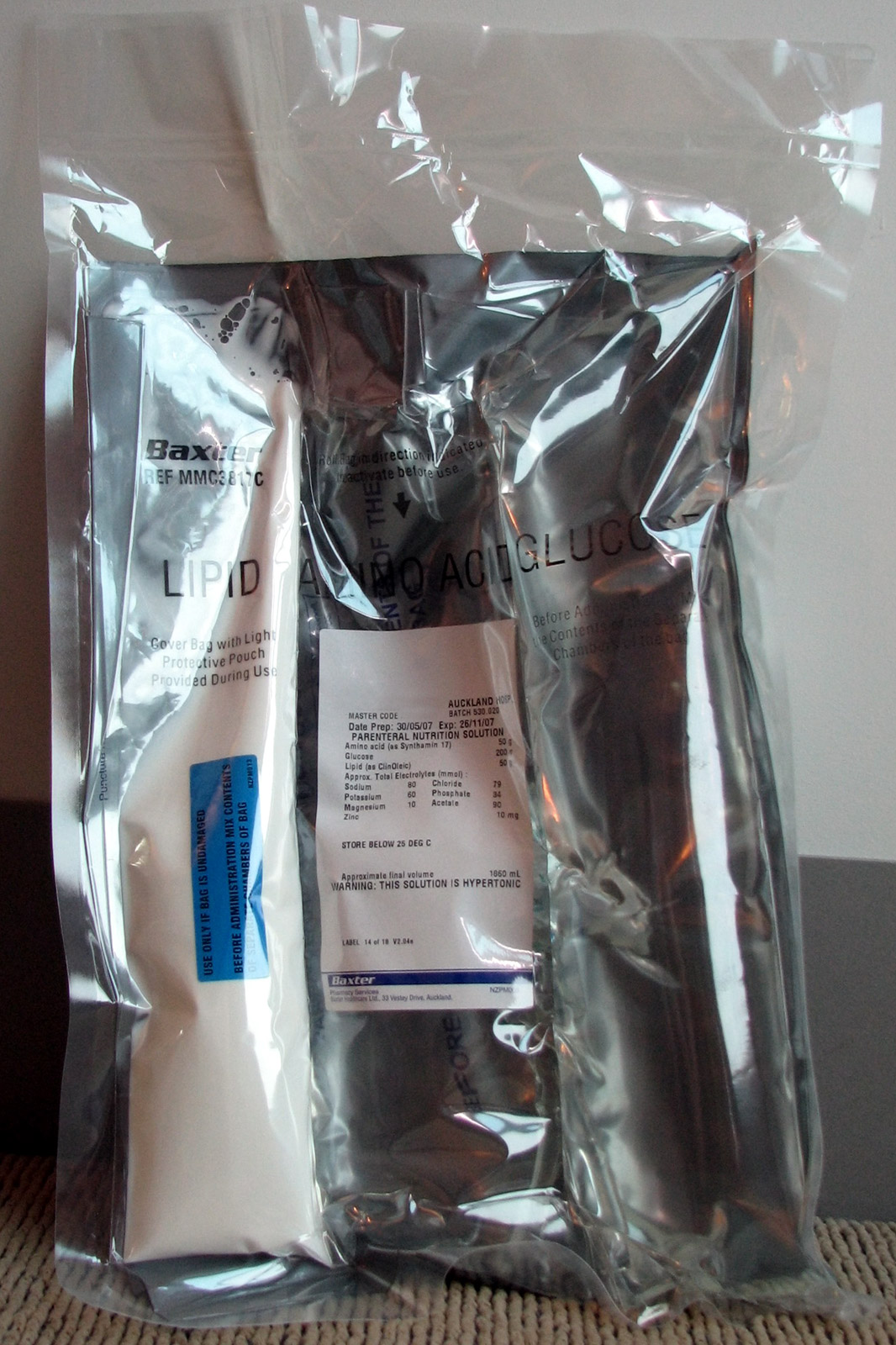
Пакет с искусственным питанием

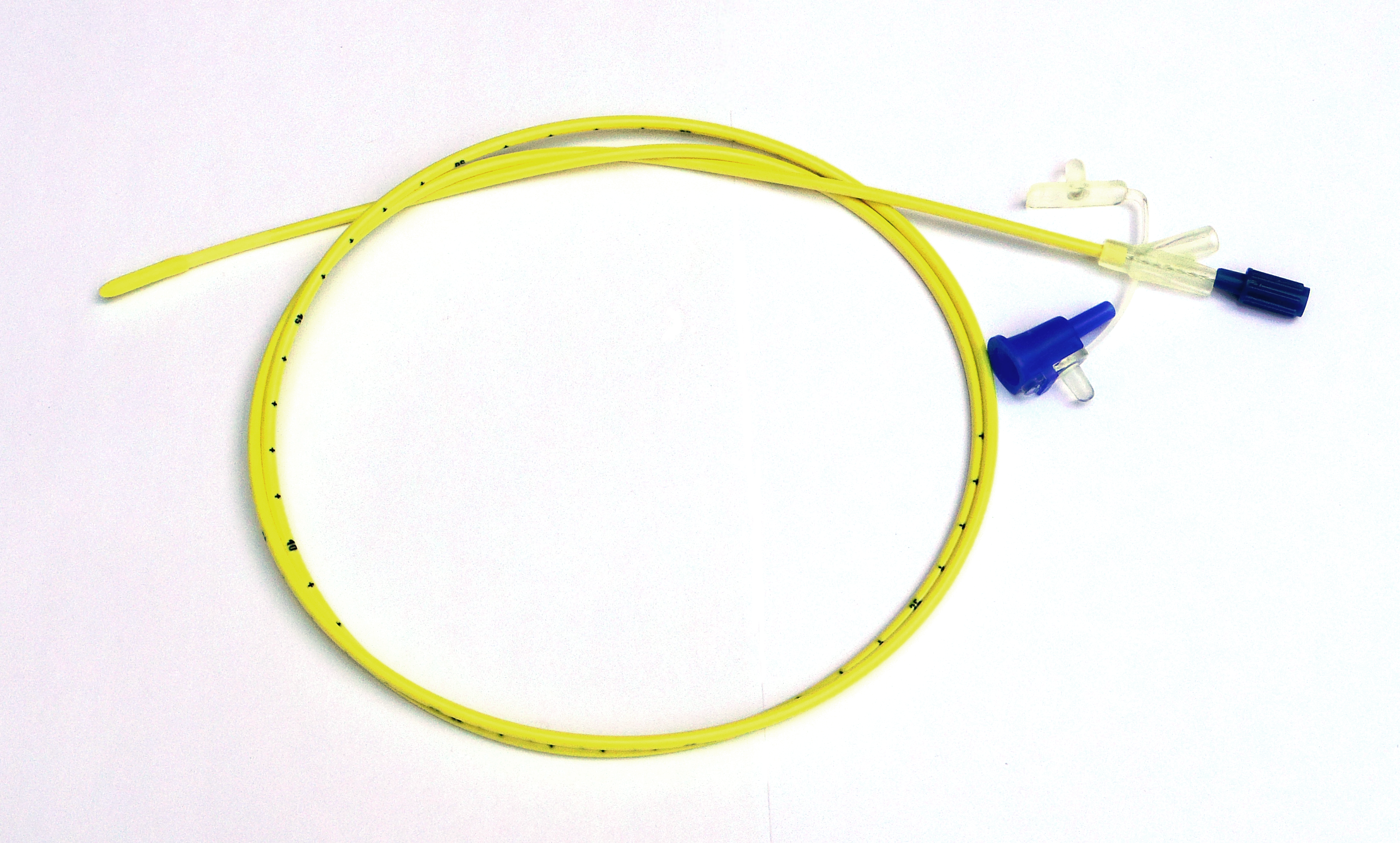
зонд (трубка) для питания

Иску́сственное пита́ние — введение питательных веществ в организм при невозможности приёма пищи через рот. Может быть парентеральным (обычно внутривенным, через центральные или периферические вены), зондовым (когда питательные вещества вводятся в желудок, двенадцатиперстную или тощую кишку — энтеральное питание) или же осуществляться через наложенную на участок желудочно-кишечного тракта стому. Ранее искусственное питание вводилось также в клизмах, что было признано нерациональным.
Искусственное питание применяется после операций на желудочно-кишечном тракте, при сопровождающихся потерей сознания тяжёлых черепно-мозговых травмах, травмах лица, перитоните, панкреатите, энтероколит, анорексии, некоторых психических болезней и так далее. Может быть как полным, когда в процессе питания водятся все питательные вещества, так и неполным или вспомогательным.
Питательные смеси для энтерального питания делятся на полимерные (полноценные по составу смеси на базе натуральных высококачественных продуктов, суспензии или растворы, концентраты и растворимые порошки), мономерные диеты (белки и углеводы в гидролизованной форме) и питательные модули.